# Mooreland, Indiana
Mooreland är en kommun (town) i Henry County i Indiana. Vid 2010 års folkräkning hade Mooreland 375 invånare.